# Muie
Muie (Schots-Gaelisch: A' Mhuigh) is een dorp ongeveer 1 kilometer ten noorden van Ardachu en ongeveer 8 kilometer ten oosten van Lairg in de Schotse lieutenancy Sutherland in het raadsgebied Highland.